# Drøsselbjerg Sogn
Drøsselbjerg Sogn er et sogn i Kalundborg Provsti (Roskilde Stift). 
I 1800-tallet var Drøsselbjerg Sogn anneks til Kirke Helsinge Sogn. Begge sogne hørte til Løve Herred i Holbæk Amt. Kirke Helsinge-Drøsselbjerg sognekommune blev ved kommunalreformen i 1970 indlemmet i Gørlev Kommune, der ved strukturreformen i 2007 indgik i Kalundborg Kommune.
I Drøsselbjerg Sogn findes Drøsselbjerg Kirke.
I sognet findes følgende autoriserede stednavne:
- Bøstrup (bebyggelse, ejerlav, landbrugsejendom)
- Drøsselbjerg (bebyggelse, ejerlav)
- Fastemose (bebyggelse)
- Mullerup (bebyggelse, ejerlav)
- Mullerup Strand (bebyggelse)
- Mullerupgård (landbrugsejendom)
- Strandgård (bebyggelse, ejerlav)
- Venemose (bebyggelse)